# 10 oktober
10 oktober is de 283ste dag van het jaar (284ste in een schrikkeljaar) in de gregoriaanse kalender. Hierna volgen nog 82 dagen tot het einde van het jaar.

## Gebeurtenissen
- Algemeen
  - 1985 - Een F-14 gevechtsvliegtuig onderschept een Egyptisch vliegtuig met de kapers van de Achille Lauro aan boord. Het vliegtuig wordt gedwongen te landen op Sicilië en de kapers worden gearresteerd.[1]
  - 1986 - Een aardbeving in San Salvador doodt 500 mensen.[1]
  - 2010 - België en Frankrijk komen overeen Dexia, een Belgische bank, op te splitsen en deels te nationaliseren.
  - 2013 - Het Europees Parlement kent de Sacharovprijs toe aan de Pakistaanse kinderrechtenactiviste Malala Yousafzai.
  - 2015 - Twee zelfmoordterroristen blazen zichzelf op in het centrum van Ankara; er vallen zeker 106 doden en 186 gewonden. Onder de slachtoffers zijn veel deelnemers van een vredesmars die op het punt stond te beginnen.
  - 2015 - Het Utrechts Psalter is door de UNESCO opgenomen op de Werelderfgoedlijst voor documenten.
  - 2015 - Bij een brand in een woonwagenkamp in het oosten van Ierland komen zeker negen mensen om het leven.
  - 2015 - In de Nederlandse hoofdstad Amsterdam gaan duizenden mensen de straat op om te protesteren tegen het handelsverdrag TTIP tussen de Europese Unie en de Verenigde Staten.
  - 2015 - Israëlische veiligheidstroepen schieten twee minderjarige Palestijnse messentrekkers in Jeruzalem en drie Palestijnse stenengooiers bij de grens met de Gazastrook dood.
  - 2015 - De Griekse kustwacht redt meer dan 1000 bootvluchtelingen uit de Egeïsche Zee.
  - 2016 - Turkije en Rusland bereiken een akkoord over de aanleg van een gasleiding tussen de beide landen.[2]
  - 2016 - Uit geheime documenten uit het Nationaal Archief, die zijn opgedoken door RTL Nieuws, blijkt dat de Nederlandse koninklijke familie sinds 1973 compensatie krijgt voor de belasting op hun privévermogen.[3]
  - 2017 - Harvey Weinstein, een van de machtigste mannen van Hollywood, wordt na een reeks beschuldigingen van seksuele intimidatie ook beticht van verkrachting. In het tijdschrift The New Yorker beschuldigen drie vrouwen de filmproducer daarvan.[4]
  - 2020 - In 36 uur tijd maken meer dan 1000 migranten vanuit Afrika de oversteek naar de Canarische Eilanden, het hoogste aantal sinds 2006.[5]
  - 2021 - Illusionist Hans Kazàn krijgt de Fred Kaps Ring die op onregelmatige basis wordt uitgereikt door het International Brotherhood of Magicians omdat hij al bijna een halve eeuw de liefde voor het vak uitdraagt.[6]
  - 2021 - In de Belgische hoofdstad Brussel betogen 25.000 à 70.000 mensen met 'Back to the Climate' voor een beter klimaatbeleid.[7]
  - 2024 - Carola Schouten is geïnstalleerd als burgemeester van Rotterdam.
- Oorlog
  - 680 - Slag bij Karbala tussen soennieten en sjiieten. Volgens de Islamitische kalender vond deze slag op de 10e dag van de 10e maand plaats.
  - 1760 - Vredesovereenkomst in Suriname tussen de Aukaners (marrons) en de Sociëteit van Suriname; 10 oktober is Dag der Marrons
  - 1799 - De Conventie van Alkmaar sluit de Brits-Russische expeditie naar Noord-Holland af.
  - 1914 - Onder druk van Duitse bombardementen, werd de officiële overgave van Antwerpen ondertekend door de Antwerpse burgemeester, Jan De Vos.
  - 1943 - Enschede wordt gebombardeerd door Amerikaanse bommenwerpers die het op Vliegveld Twente hebben gemunt. Er vallen 151 doden en 104 zwaargewonden.
  - 1969 - Amerikaans president Richard Nixon geeft bevel tot het starten van Operatie Giant Lance, een schijnaanval tijdens de Koude Oorlog.
  - 2015 - De Koerdische PKK kondigt een eenzijdig staakt-het-vuren af.
  - 2020 - Armenië en Azerbeidzjan komen een wapenstilstand overeen, na twee weken oorlog in Nagorno-Karabach.[8]
- Politiek
  - 1824 - Guadalupe Victoria wordt de eerste president van Mexico.[1]
  - 1920 - Italië annexeert Zuid-Tirol.[1]
  - 1945 - De NSDAP en zijn onderafdelingen worden verboden en opgeheven, wat wordt besloten tijdens de Processen van Neurenberg.
  - 1970 - Fiji wordt onafhankelijk.
  - 1971 - President Jafaar Numeiri van Soedan maakt de vrijlating bekend van 985 gevangenen, onder wie 300 politieke gevangenen.
  - 1973 - De Amerikaanse vicepresident Spiro Agnew moet aftreden na onthullingen over belastingontduiking, omkoperij en afpersing.[1]
  - 1976 - In België zijn er gemeenteraadsverkiezingen.
  - 1981 - In Bonn houden 200.000 à 300.000 betogers tegen kernwapens de grootste demonstratie uit de geschiedenis van de Duitse Bondsrepubliek.[1]
  - 1983 - Yitzhak Shamir wordt premier van Israël als opvolger van Menachem Begin.
  - 1994 - Na de gemeente- en provincieraadsverkiezingen van 9 oktober pleit de Belgische premier Jean-Luc Dehaene voor de invoering van een kiesdrempel naar Duits model.
  - 1996 - Marijke Djawalapersad wordt als eerste vrouw in de Surinaamse geschiedenis gekozen als voorzitter van het parlement. Zij volgt Jaggernath Lachmon op, die aftreedt uit teleurstelling over de nieuwe regering van NDP-president Wijdenbosch.
  - 2008 - Martti Ahtisaari, voormalig president van Finland en VN-diplomaat, wordt de Nobelprijs voor de vrede toegekend.
  - 2010 - De Nederlandse Antillen houden op te bestaan. Curaçao en Sint Maarten worden nieuwe landen binnen het Koninkrijk der Nederlanden, en Bonaire, Sint Eustatius en Saba (de BES-eilanden) krijgen de status bijzondere gemeente van Nederland.
  - 2013 - Ali Zeidan, de premier van Libië, wordt ontvoerd en dezelfde dag weer vrijgelaten.
  - 2013 - De Surinaamse president Desi Bouterse ontslaat zijn minister van Financiën, Adelien Wijnerman.
  - 2017 - Het regeerakkoord van het kabinet-Rutte III wordt gepresenteerd, na een recordlange formatie van meer dan 200 dagen.
  - 2017 - De Catalaanse premier Carles Puigdemont roept in een toespraak in het parlement in Barcelona de onafhankelijkheid niet uit, maar vraagt wel om een mandaat dat te doen. Hij beklemtoont dat de conflicten met Spanje met onderhandelingen moeten kunnen worden opgelost.
  - 2019 - De Turkse president Recep Tayyip Erdoğan dreigt miljoenen Syrische vluchtelingen in Turkije naar Europa te sturen als de EU de Turkse inval in het noordoosten van Syrië behandelt als een invasie of bezetting.
  - 2019 - In Roemenië valt de minderheidsregering van de PSD onder leiding van Viorica Dăncilă door een motie van wantrouwen die gesteund werd door de grote oppositiepartijen, de voormalige regeringspartner ALDE en door de PSD-afsplitsing ProRomania.
- Religie
  - 1982 - Heiligverklaring van Maximiliaan Kolbe (1894-1941), Pools priester en martelaar in Auschwitz, door Paus Johannes Paulus II.[1]
- Sport
  - 1964 - Opening van de Olympische Zomerspelen in Tokio, Japan.
  - 1971 - Verdediger Barry Hulshoff luistert zijn debuut voor het Nederlands voetbalelftal op met een doelpunt in de EK-kwalificatiewedstrijd in Rotterdam tegen de DDR (3-2).
  - 1973 - Het Nederlands voetbalelftal speelt met 1-1 gelijk tegen Polen in Rotterdam. Henk Wery speelt zijn twaalfde en laatste interland voor Oranje.
  - 1976 - In East Rutherford wordt het Giants Stadium officieel geopend.
  - 2010 - Michał Żewłakow speelt tegen de Verenigde Staten zijn honderdste interland voor het Pools voetbalelftal en evenaart daarmee recordinternational Grzegorz Lato.
  - 2010 - Bij het WK volleybal 2010 in Italië gaat de wereldtitel voor de derde keer naar Brazilië.
  - 2015 - In Nur-Sultan speelt Robin van Persie zijn 100e interland voor het Nederlands voetbalelftal. Kenny Tete, Virgil van Dijk, Jeroen Zoet en Anwar El Ghazi maakten hun debuut.
  - 2017 - Het Nederlands voetbalelftal behaalt een 2-0 zege op directe concurrent Zweden in de afsluitende WK-kwalificatiewedstrijd. Arjen Robben speelt zijn laatste wedstrijd voor het uitgeschakelde Oranje.
- Wetenschap en technologie
  - 1846 - William Lassell ontdekt de grootste maan van Neptunus, die Triton wordt genoemd.[9][1]
  - 1913 - Het Panamakanaal wordt voltooid.[1]
  - 1933 - Het eerste synthetische wasmiddel (Dreft) komt op de markt.
  - 1967 - Het Ruimteverdrag ('Outer Space Treaty') wordt van kracht. Het verdrag schrijft voor dat niemand een gebied kan claimen in de ruimte en dat andere hemellichamen alleen voor vreedzame doeleinden gebruikt mogen worden.[10]
  - 1995 - Operatie Decibel: alle Nederlandse telefoonnummers worden tiencijferig.
  - 2013 - De Nobelprijs voor de Literatuur wordt toegekend aan de Canadese schrijfster Alice Munro.[11]
  - 2014 - De Pakistaanse Malala Yousafzai en de Indiër Kailash Satyarthi winnen de Nobelprijs voor de vrede.[12]
  - 2022 - De Prijs van de Zweedse Rijksbank voor economie (Nobelprijs voor Economie) is dit jaar toegekend aan Ben Bernanke, Douglas Diamond en Philip Dybvig voor onderzoek naar banken en financiële crises.[13]
  - 2022 - Lancering van een Sojoez 2.1b raket vanaf Plesetsk Kosmodroom platform 43/3 voor de Glonass-K1 No. 17L missie met een satelliet voor het Glonass satellietnavigatie netwerk.[14]
  - 2023 - Een gaspijpleiding en een telecomkabel die door de Oostzee tussen Finland en Estland lopen zijn beschadigd. De Finse president Sauli Niinistö zegt dat de schade waarschijnlijk is veroorzaakt door een "externe activiteit".[15]

## Geboren

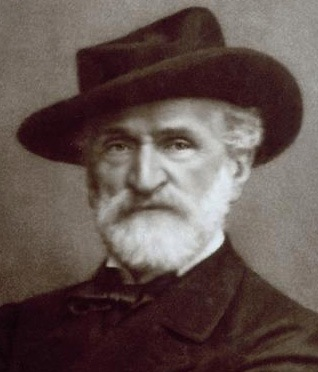
Giuseppe Verdi
geboren in 1813

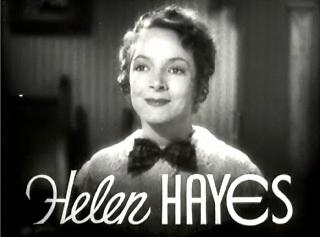
Helen Hayes
geboren in 1900

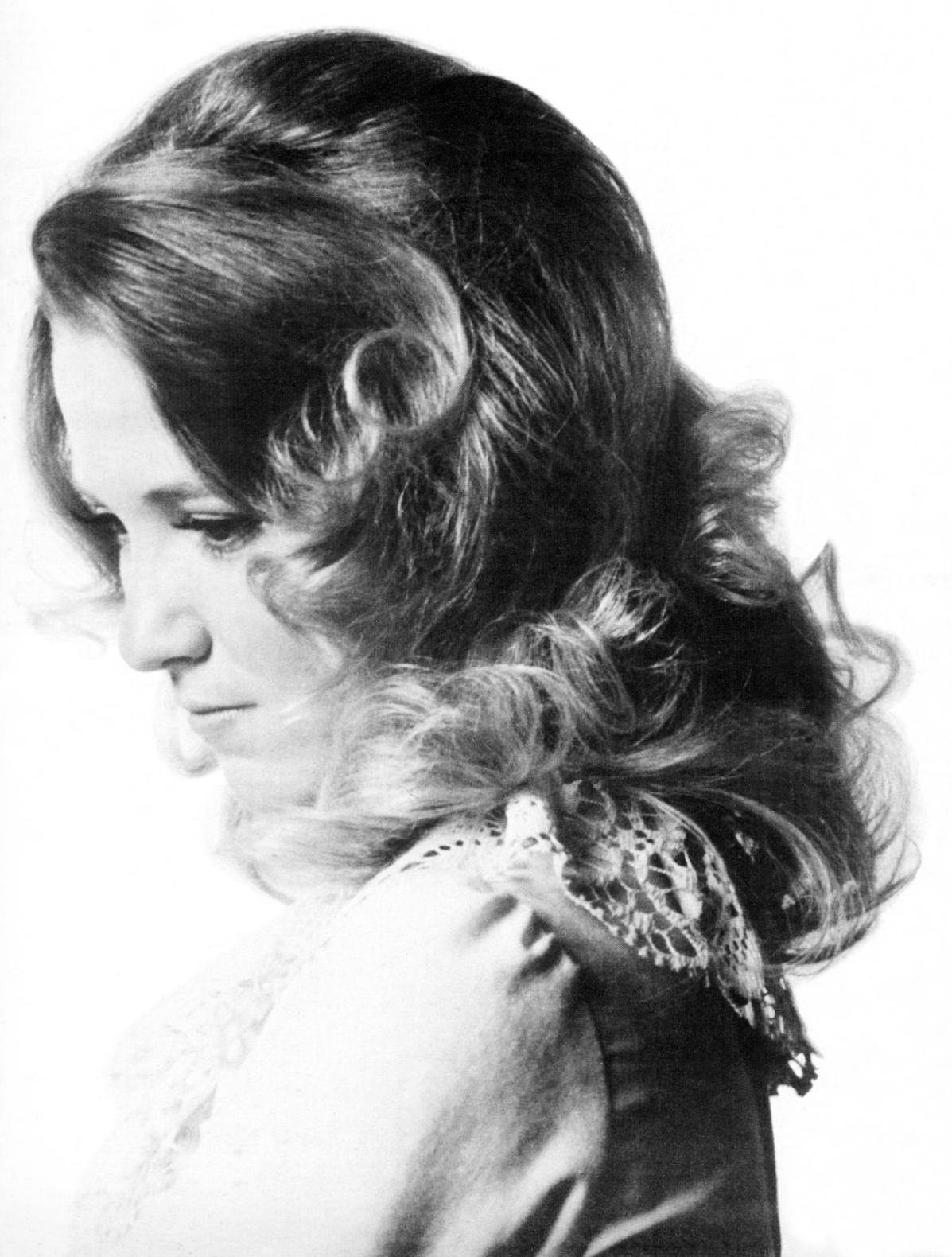
Tanya Tucker
geboren in 1958

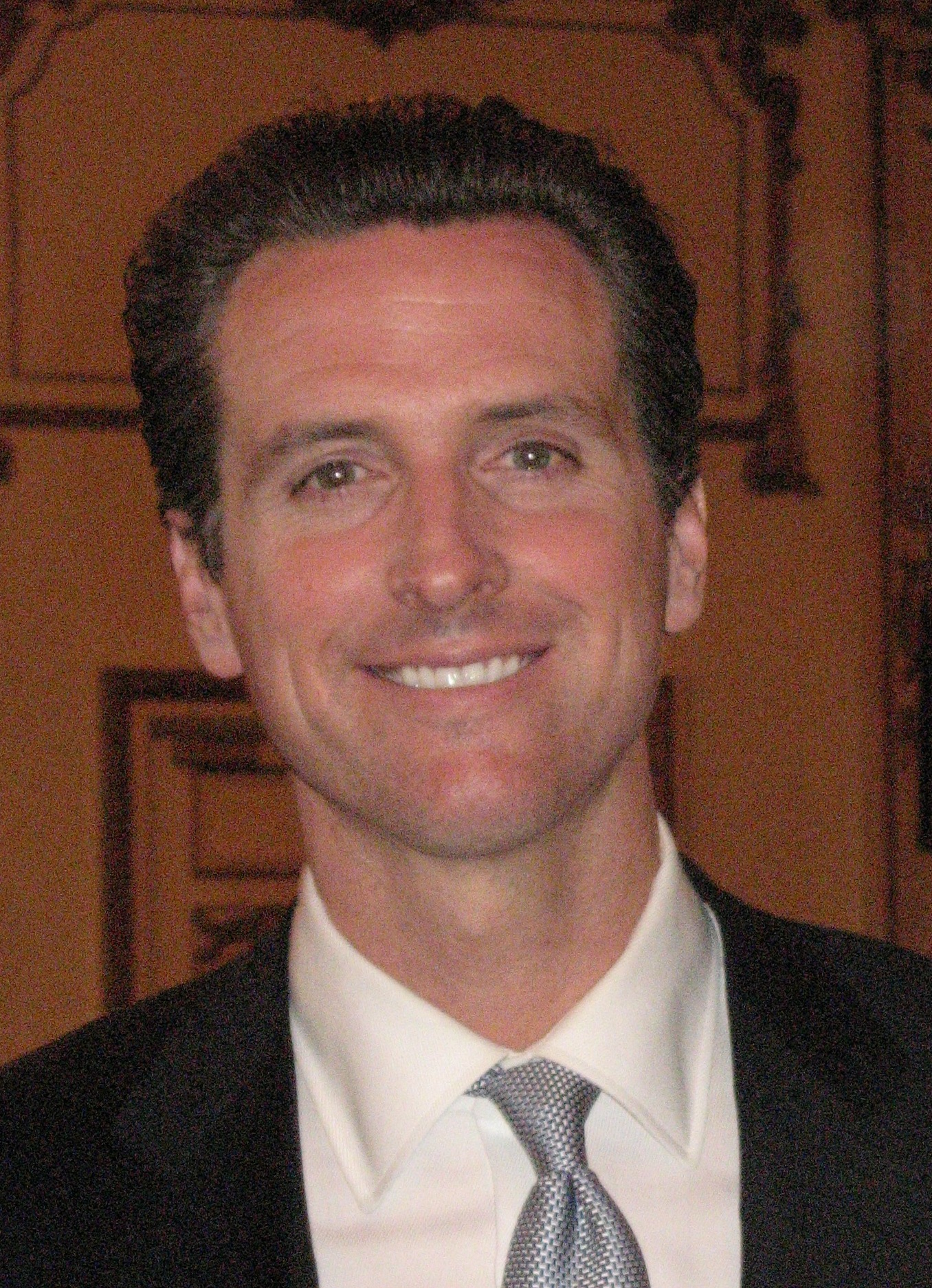
Gavin Newsom
geboren in 1967

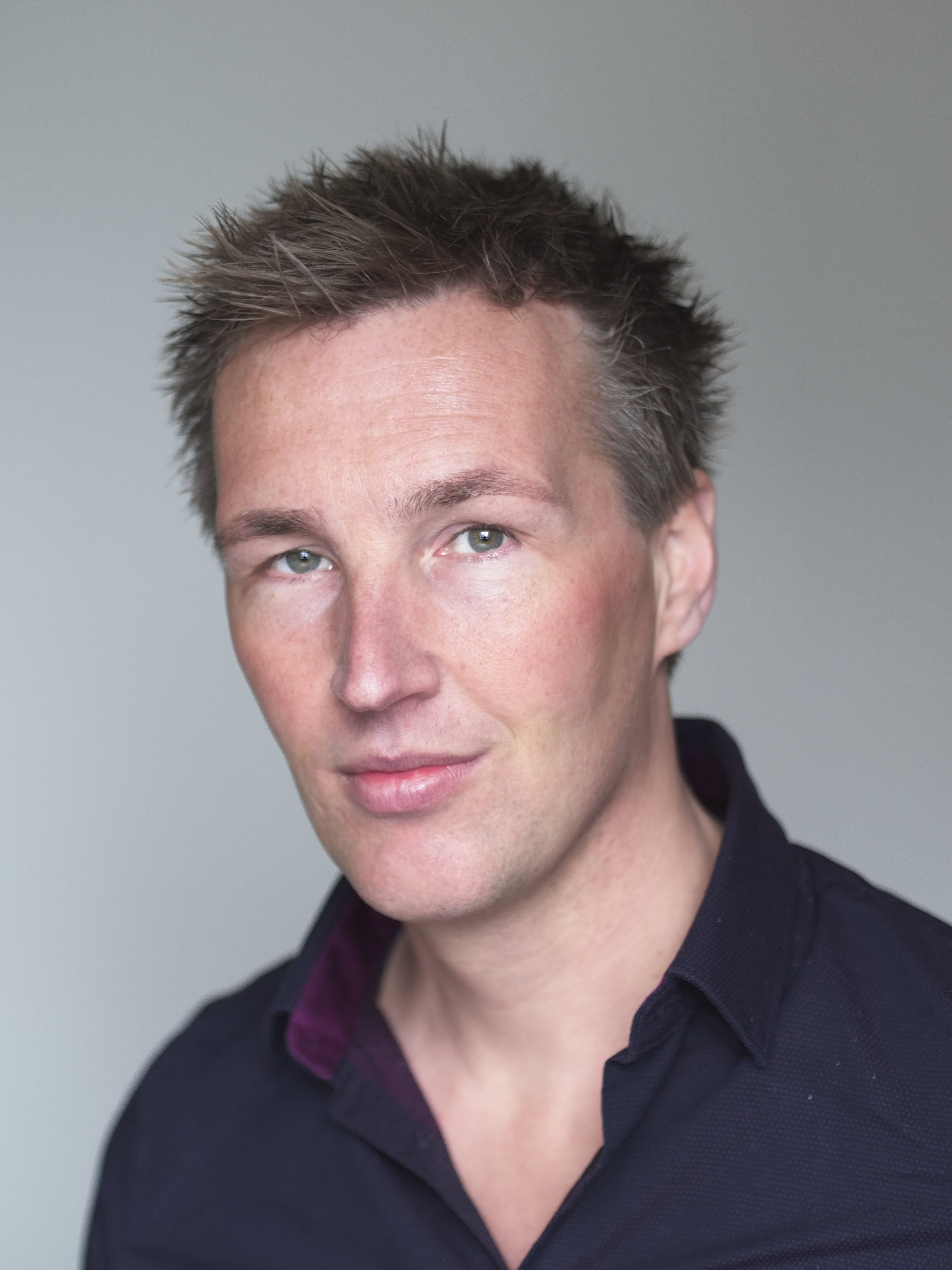
Lucas Zandberg
geboren in 1977

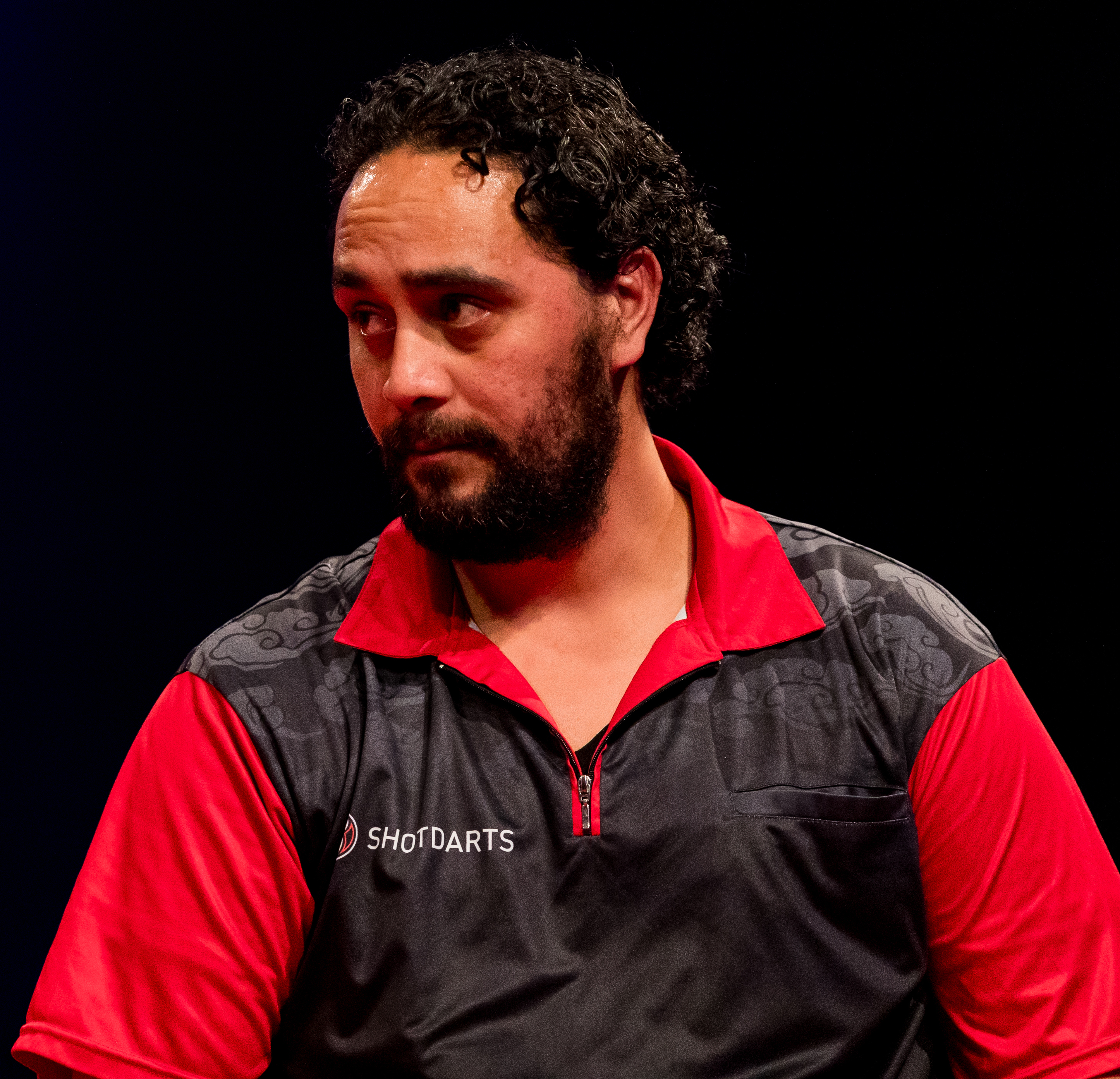
Cody Harris
geboren in 1985

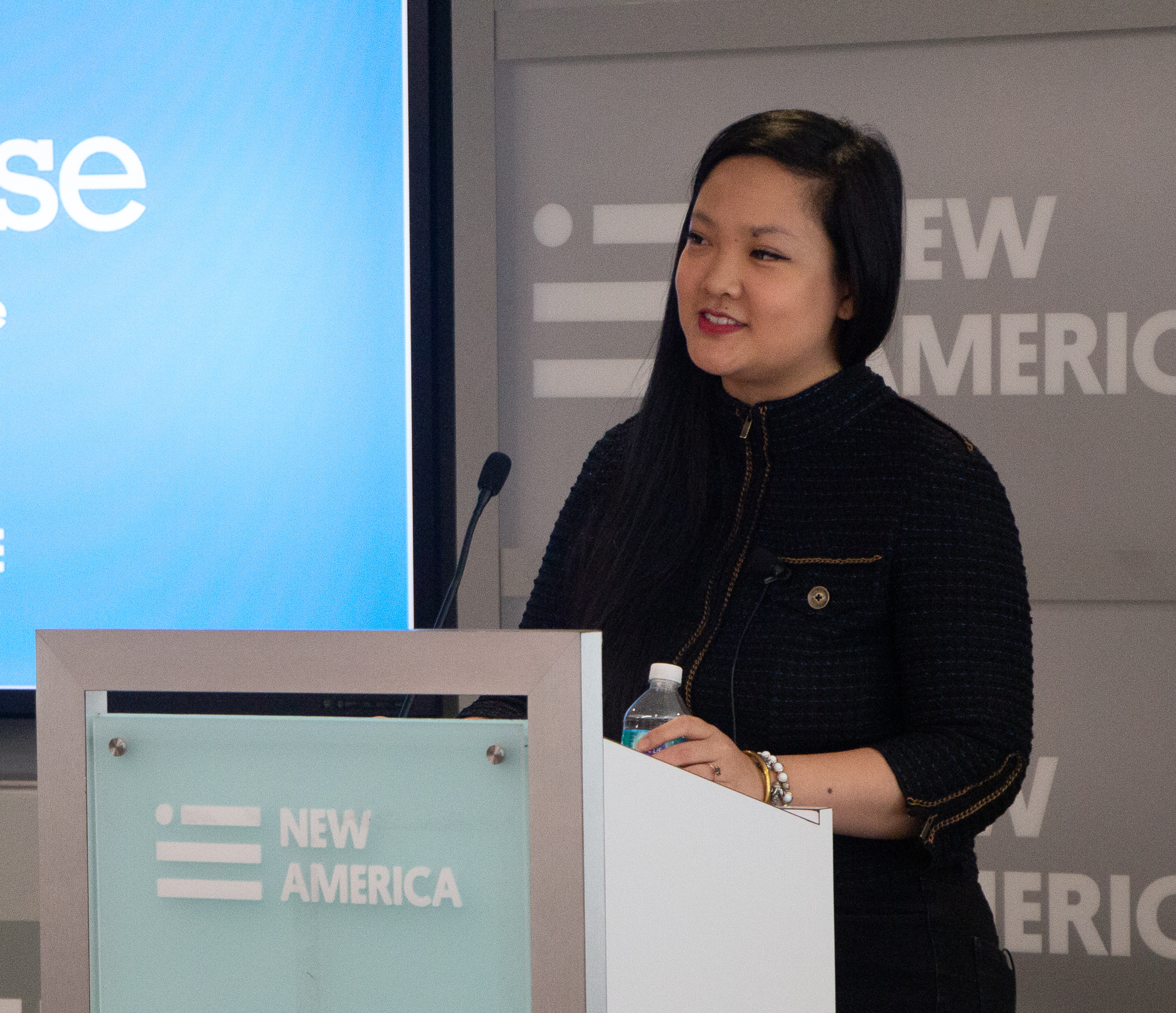
Amanda Nguyen
geboren in 1991

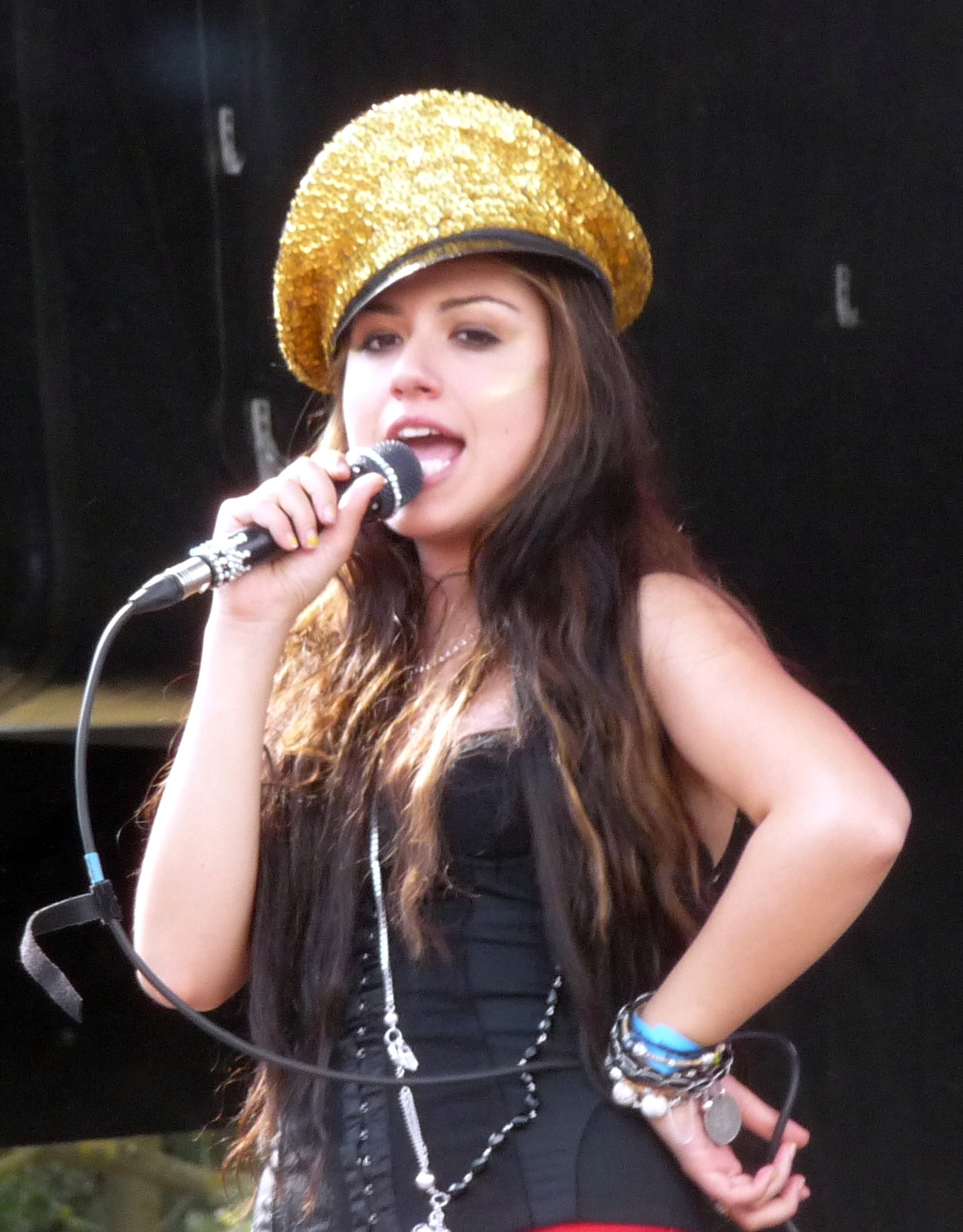
Gabriella Cilmi
geboren in 1991

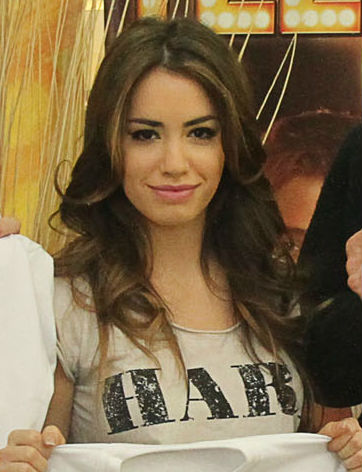
Lali Espósito
geboren in 1991

- 1684 - Antoine Watteau, Frans schilder (overleden 1721)
- 1731 - Henry Cavendish, Brits scheikundige (overleden 1810)
- 1785 - Florestan I, vorst van Monaco (overleden 1856)
- 1791 - Christianus Petrus Eliza Robidé van der Aa, Nederlands schrijver en jurist (overleden 1851)
- 1802 - Napoleon Karel Bonaparte (overleden 1807)
- 1813 - Giuseppe Verdi, Italiaans componist (overleden 1901)
- 1817 - Christophorus Buys Ballot, Nederlands meteoroloog, wis- en natuurkundige (overleden 1890)
- 1825 - Paul Kruger, leider van de Zuid-Afrikaanse Boeren en president van Transvaal (overleden 1904)
- 1845 - Anton Jørgen Andersen, Noors componist en cellist (overleden 1926)
- 1854 - Jerónimo Giménez y Bellido, Spaans componist en dirigent (overleden 1923)
- 1861 - Fridtjof Nansen, Noors ontdekkingsreiziger en Nobelprijswinnaar (overleden 1930)
- 1862 - Arthur De Greef, Belgisch componist en pianist (overleden 1940)
- 1865 - Rafael Merry del Val, Spaans kardinaal-staatssecretaris (overleden 1930)
- 1884 - F. Bordewijk, Nederlands romanschrijver (overleden 1965)
- 1887 - Rie Cramer, Nederlands illustrator en schrijver (overleden 1977)
- 1889 - Han van Meegeren, Nederlands kunstschilder en meestervervalser (overleden 1947)
- 1889 - Jan Versteegt, Nederlands predikant en verzetsman (overleden 1945)
- 1894 - Peter Warlock, Engels musicoloog en componist (overleden 1930)
- 1895 - Wolfram von Richthofen, Duits oorlogsvlieger (overleden 1945)
- 1896 - Omer Corteyn, Belgisch atleet (overleden 1979)
- 1900 - Helen Hayes, Amerikaans actrice (overleden 1993)
- 1900 - Han van Senus, Nederlands waterpoloër (overleden 1976)
- 1901 - Alberto Giacometti, Italiaans beeldhouwer (overleden 1966)
- 1902 - Dick Ket, Nederlands kunstschilder (overleden 1940)
- 1905 - Joop Kamstra, Nederlands atleet (overleden 1957)
- 1906 - Emerson Spencer, Amerikaans atleet (overleden 1985)
- 1907 - Albert Billiet, Belgisch wielrenner (overleden 1977)
- 1908 - Marcus Jan Adriani, Nederlands botanicus (overleden 1995)
- 1908 - Mercè Rodoreda, Catalaans schrijfster (overleden 1983)
- 1910 - Cesar Bogaert, Nederlands wielrenner (overleden 1988)
- 1910 - Bertus Botterman,  Nederlands acteur (overleden 2001)
- 1910 - Giuseppe Martano, Italiaans wielrenner (overleden 1994)
- 1912 - Bert Duijker, Nederlands psycholoog (overleden 1983)
- 1912 - Wim Rengelink, verzetsstrijder en omroepbestuurder (overleden 1999)
- 1913 - Claude Simon, Frans auteur (overleden 2005)
- 1914 - Ivory Joe Hunter, Amerikaans singer-songwriter en pianist (overleden 1974)
- 1917 - Thelonious Monk, Amerikaans jazzpianist (overleden 1982)
- 1918 - Bobby Byrne, Amerikaans trombonist en bigbandleider (overleden 2006)
- 1918 - Werner Dollinger, Duits politicus (overleden 2008)
- 1918 - Victor Guns, Belgisch politicus (overleden 2009)
- 1918 - Thomas Stoltz Harvey, Amerikaans patholoog (overleden 2007)
- 1922 - Boeli van Leeuwen, Antilliaans schrijver (overleden 2007)
- 1923 - Nicholas Parsons, Brits presentator, acteur, komiek en quizmaster (overleden 2020)
- 1923 - Murray Walker, Brits sportverslaggever (overleden 2021)
- 1924 - Ed Wood, Amerikaans filmmaker (overleden 1978)
- 1926 - Ralph Liguori, Amerikaans autocoureur (overleden 2020)
- 1930 - Eugenio Castellotti, Italiaans autocoureur (overleden 1957)
- 1930 - Yves Chauvin, Frans chemicus, winnaar van de Nobelprijs voor de Scheikunde 2005 (overleden 2015)
- 1930 - Fred Manichand, Surinaams politicus (overleden 2000)
- 1930 - Harold Pinter, Brits toneelschrijver (overleden 2008)
- 1932 - Jaap Staal, Nederlands schaker (overleden 2024)
- 1933[a] - Gloria Coates, Amerikaans-Duits componiste (overleden 2023)
- 1935 - Jason Morgan, Amerikaans geofysicus (overleden 2023)
- 1935 - Ramdien Sardjoe, Surinaams politicus
- 1935 - Ousmane Sow, Senegalees beeldhouwer (overleden 2016)
- 1936 - Gerhard Ertl, Duits scheikundige, Nobelprijswinnaar voor de scheikunde 2007
- 1938 - István Szilágyi, Hongaars-Roemeens schrijver en redacteur (overleden 2024)
- 1940 - Nol Heijerman, Nederlands voetballer (overleden 2015)
- 1941 - Peter Coyote, Amerikaans acteur
- 1941 - Jacob Nena, president van Micronesië (overleden 2022)
- 1943 - Tuur De Weert, Belgisch acteur
- 1944 - Ronnie Boomgaard, Nederlands voetballer (overleden 2023)
- 1944 - Juul Kabas, Belgisch volkszanger (overleden 2022)
- 1944 - Petar Zjekov, Bulgaars voetballer (overleden 2023)
- 1945 - Miriam Adelson, Israëlisch-Amerikaanse miljardair en filantroop
- 1945 - Edoardo Reja, Italiaans voetballer en voetbalcoach
- 1946 - Frank Ashton (Frans Biezen), Nederlands zanger
- 1946 - Charles Dance, Engels acteur, regisseur en scenarioschrijver
- 1946 - Naoto Kan, Japans politicus
- 1946 - Aladim Luciano, Braziliaans voetballer
- 1946 - John Prine, Amerikaans folk- en country-singer-songwriter en gitarist (overleden 2020)
- 1946 - Ben Vereen, Amerikaans acteur
- 1947 - Nina Matviyenko, Oekraïens zangeres (overleden 2023)
- 1948 - Cyril Havermans, Nederlands musicus
- 1948 - Ronny Naftaniel, Nederlands joods activist en bestuurder
- 1948 - Séverine, Frans zangeres
- 1948 - Meir Sheetrit, Israëlisch politicus en bestuurder
- 1950 - Péter Forgács, Hongaars fotograaf, mediakunstenaar en filmmaker
- 1950 - Peter Jan Rens, Nederlands acteur en televisiepresentator
- 1951 - Country Wilma, Nederlands zangeres
- 1952 - Siegfried Stohr, Italiaans autocoureur
- 1952 - Janusz Sybis, Pools voetballer
- 1953 - Albert Rust, Frans voetbaldoelman
- 1953 - Midge Ure, Schots gitarist en componist
- 1954 - Ariane Ascaride, Frans actrice
- 1954 - Fernando Santos, Portugees voetballer en voetbalcoach
- 1954 - David Lee Roth, Amerikaans zanger
- 1955 - Aleksandr Boebnov, Russisch voetballer en coach
- 1955 - Mike Mangold, Amerikaans piloot
- 1956 - Arjen van der Linden, Nederlands schrijver en kunstschilder
- 1957 - Dirk Heyne, Oost-Duits voetballer en voetbalcoach
- 1958 - Tanya Tucker, Amerikaans countryzangeres
- 1959 - Michael Klein, Roemeens voetballer (overleden 1993)
- 1959 - Kirsty MacColl, Brits zangeres en liedjesschrijver (overleden 2000)
- 1960 - Khadija Arib, Marokkaans-Nederlands politica
- 1960 - Paweł Król, Pools voetballer
- 1961 - Henrik Jørgensen, Deens atleet (overleden 2019)
- 1963 - Jolanda de Rover, Nederlands zwemster
- 1964 - Suat Atalık, Turks schaker
- 1964 - Giorgi Giorgadze, Georgisch schaker
- 1964 - Guy Hellers, Luxemburgs voetballer
- 1965 - Chris Penn, Amerikaans acteur (overleden 2006)
- 1965 - Toshi, Japans zanger
- 1966 - Tony Adams, Engels voetballer
- 1966 - Carolyn Bertozzi, Amerikaans scheikundige en hoogleraar
- 1966 - Elana Meyer, Zuid-Afrikaans atlete
- 1966 - Menno Wigman, Nederlands dichter en vertaler (overleden 2018)
- 1967 - Michael Giacchino, Amerikaans componist
- 1967 - William Mutwol, Keniaans atleet
- 1967 - Gavin Newsom, Amerikaans politicus
- 1968 - Bart Brentjens, Nederlands mountainbiker
- 1969 - Cédric Daury, Frans voetballer en voetbaltrainer (overleden 2024)
- 1970 - Sandy Kandau, Nederlands zangeres, actrice en illusioniste
- 1970 - Silke Kraushaar-Pielach, Duits rodelaarster
- 1970 - Corinna May, Duits zangeres
- 1970 - Mohammed Mourhit, Marokkaans-Belgisch atleet
- 1971 - Lameck Aguta, Keniaans atleet
- 1971 - Elvir Bolić, Bosnisch voetballer
- 1971 - Reynald Pedros, Frans voetballer
- 1972 - Joke Devynck, Belgisch actrice
- 1972 - Raymond Victoria, Nederlands voetballer
- 1973 - Cristian Bolton, Chileens piloot
- 1973 - Vikash Dhorasoo, Frans voetballer
- 1973 - Mario López, Mexicaans-Amerikaans acteur
- 1974 - M.J. Arlidge, Engels schrijver
- 1974 - Julio Ricardo Cruz, Argentijns voetballer
- 1974 - Dale Earnhardt jr., Amerikaans autocoureur
- 1975 - Johan Edfors, Zweeds golfer
- 1975 - Craig Walton, Australisch triatleet
- 1976 - Bob Burnquist, Braziliaans skateboarder
- 1977 - Shinya Nakano, Japans motorcoureur
- 1977 - Lucas Zandberg, Nederlands schrijver
- 1978 - Casey Benjamin, Amerikaans jazzmuzikant, producent en songwriter (overleden 2024)
- 1978 - Caroline Evers-Swindell, Nieuw-Zeelands roeister
- 1978 - Georgina Evers-Swindell, Nieuw-Zeelands roeister
- 1978 - Andi Jones, Brits atleet
- 1978 - Jodi Lyn O'Keefe, Amerikaans actrice
- 1978 - Wende Snijders, Nederlands zangeres en actrice
- 1979 - Erwin Bakker, Nederlands mountainbiker
- 1979 - Volkan Kahraman, Oostenrijks-Turks voetballer (overleden 2023)
- 1979 - Nicolás Massú, Chileens tennisser
- 1979 - Mýa, Amerikaans zangeres
- 1980 - Julie Pomagalski, Frans snowboardster (overleden 2021)
- 1981 - Riga Mustapha, Ghanees-Nederlands voetballer
- 1981 - Michael Oliver, Amerikaans acteur
- 1982 - Jason Oost, Nederlands voetballer
- 1983 - Maaike Schetters, Nederlands atlete
- 1983 - Nikos Spiropoulos, Grieks voetballer
- 1983 - Jelle Van Damme, Belgisch voetballer
- 1983 - Sherab Zam, Bhutaans boogschutter
- 1984 - Valerii Dmitriev, Kazachs wielrenner
- 1984 - Jean-Baptiste Grange, Frans alpineskiër
- 1984 - Dirk Taat, Nederlands acteur
- 1984 - Carola Uilenhoed, Nederlands judoka
- 1985 - Dominique Cornu, Belgisch wielrenner
- 1985 - Vadim Demidov, Noors voetballer
- 1985 - Marina Diamandis, Brits zangeres
- 1985 - Cody Harris, Nieuw-Zeelands darter
- 1985 - Daniel la Rosa, Duits autocoureur
- 1986 - Billy Johnson, Amerikaans autocoureur
- 1986 - Pierre Rolland, Frans wielrenner
- 1986 - Andy Sierens, Belgisch rapartiest (overleden 2008)
- 1987 - Nicklas Pedersen, Deens voetballer
- 1987 - Kristof Van De Vondel, Belgisch acteur
- 1988 - Jodie Devos, Belgisch sopraan en operazangeres (overleden 2024)
- 1988 - Hanser García, Cubaans zwemmer
- 1988 - Jason Moore, Brits autocoureur
- 1989 - Aimee Teegarden, Amerikaans model, actrice
- 1991 - Amanda Nguyen, Amerikaans-Vietnamees burgerrechtenactivist en astronaut
- 1991 - Gabriella Cilmi, Australisch zangeres
- 1991 - Lali Espósito, Argentijns actrice en zangeres
- 1991 - Renee McElduff, Australisch freestyleskiester
- 1991 - Mariana Pajón, Colombiaans BMX-ster
- 1991 - Xherdan Shaqiri, Zwitsers-Kosovaars voetballer
- 1992 - Jano Ananidze, Georgisch voetballer
- 1992 - Melissa Humana-Paredes, Canadees beachvolleyballer
- 1992 - Nicolas van Poucke, Nederlands pianist
- 1993 - Erik van Roekel, Nederlands radio-dj
- 1994 - Tereza Smitková, Tsjechisch tennisster
- 1996 - David Gaudu, Frans wielrenner
- 1997 - Tessa Polder, Nederlands volleybalster
- 1998 - Fabio Di Giannantonio, Italiaans motorcoureur
- 1998 - Job van Uitert, Nederlands autocoureur
- 2001 - Blake Cooper, Amerikaans acteur
- 2002 - James Trafford, Engels voetballer
- 2005 - Sanne van der Velde, Nederlands voetbalster

## Overleden

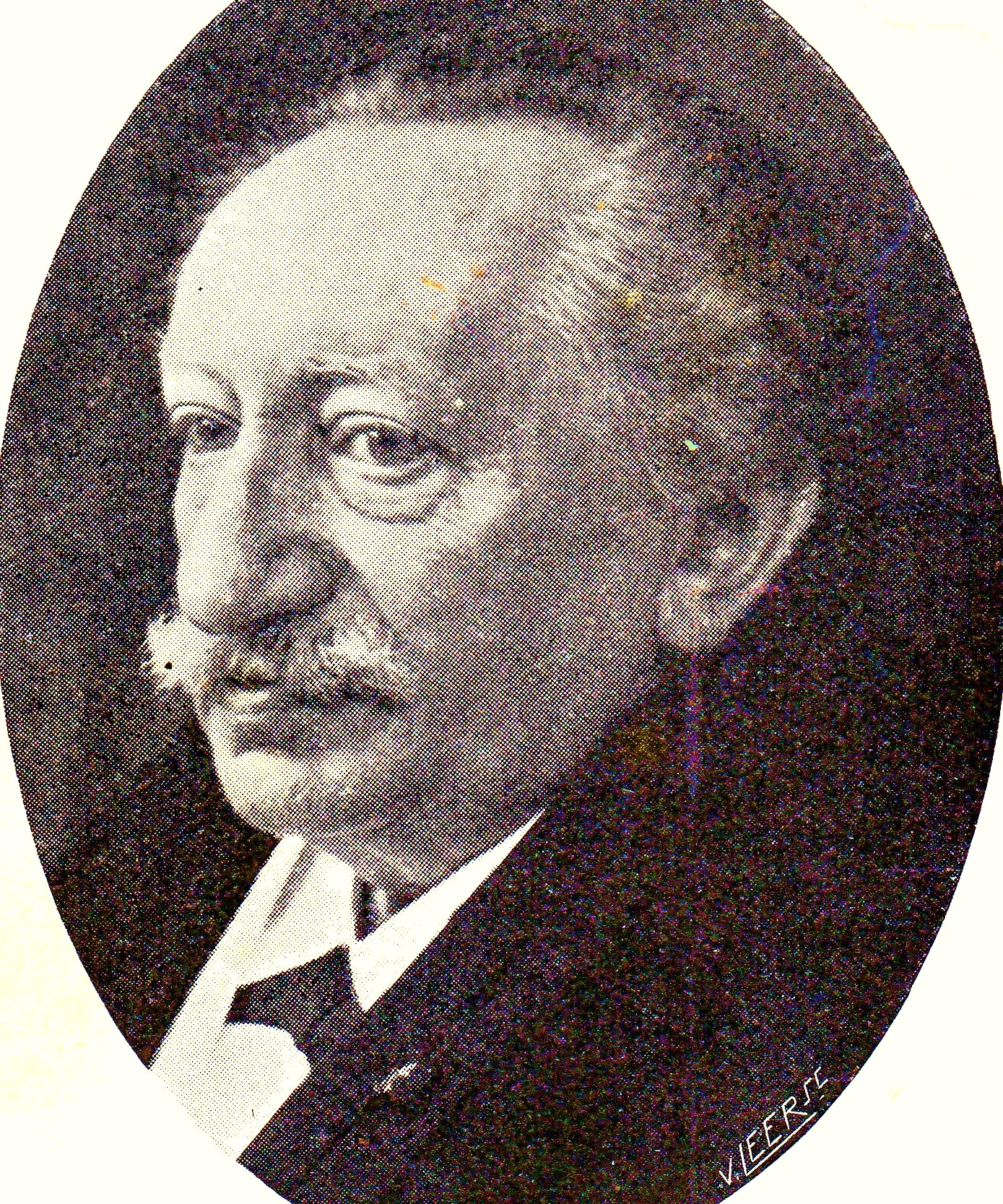
Willem Maris
overleden in 1910

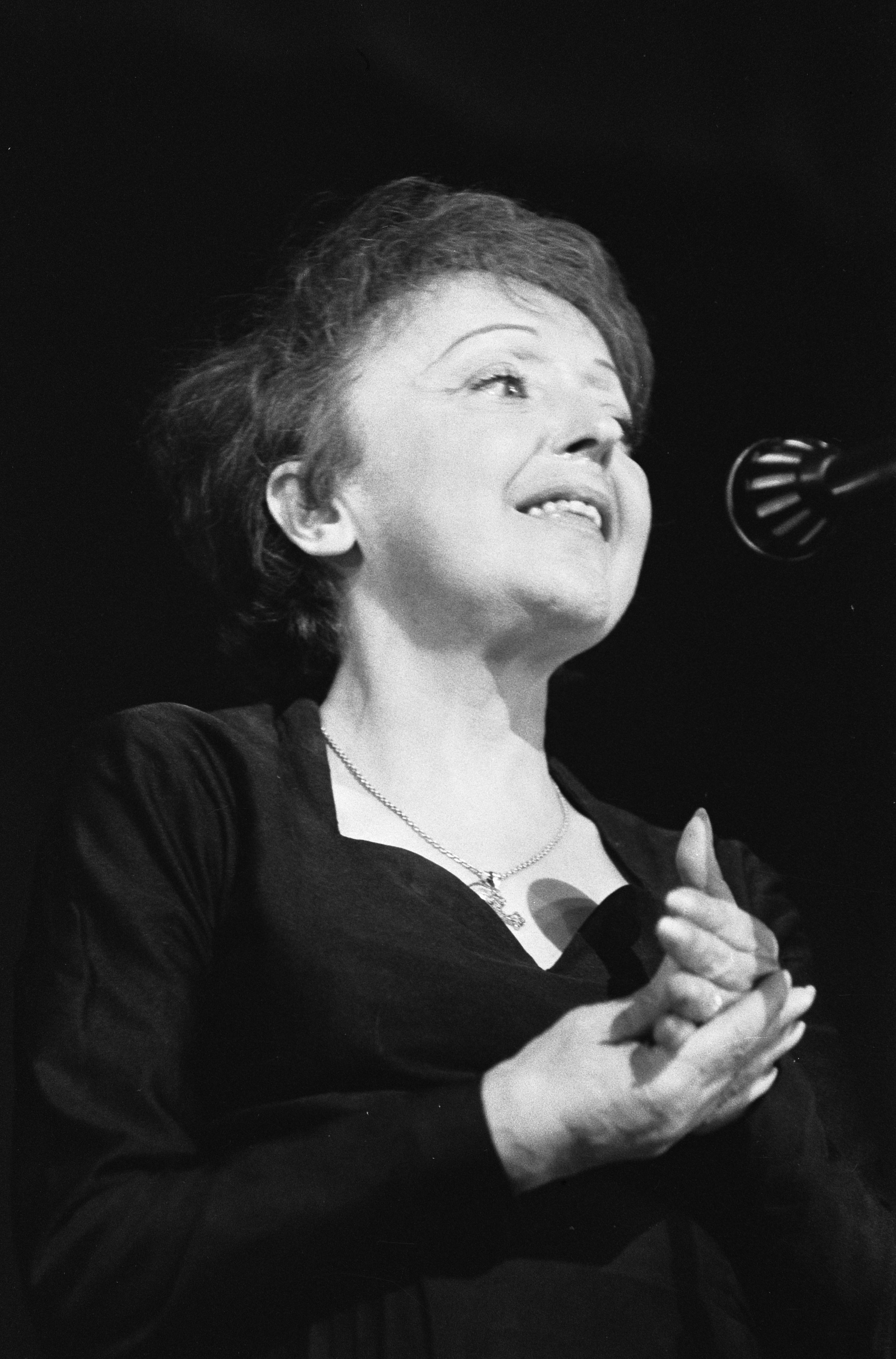
Édith Piaf
overleden in 1963

- 644 - Paulinus van York (60), Italiaans-Engels bisschop
- 680 - Hoessein (54), Arabisch imam
- 833 - Al-Ma'mun (47), Arabisch kalief
- 1355/57 - Anna van Neurenberg, Duits edelvrouw
- 1459 - Gianfrancesco Poggio Bracciolini (79), Italiaans humanist en classicus
- 1616 - Maria van Nassau (60), tweede dochter van Willem van Oranje
- 1659 - Abel Tasman (56), Nederlands ontdekkingsreiziger
- 1668 - Johan II van Waldeck-Landau (44), Duits graaf
- 1827 - Ugo Foscolo (49), Italiaans schrijver
- 1865 - Andrés Bello López (83), Chileens-Venezolaans humanist, dichter en politicus
- 1885 - John McCloskey (75), Amerikaans kardinaal-aartsbisschop van New York
- 1887 - Willem Verbeet (86), Nederlands kunstschilder en tekenaar
- 1910 - Willem Maris (66), Nederlands kunstschilder
- 1914 - Carol I van Roemenië (75), koning van Roemenië (1866-1914)
- 1914 - Domenico Ferrata (67), Italiaans nuntius in België en kardinaal-staatssecretaris
- 1927 - Gustav Whitehead (53), Duits-Amerikaans luchtvaartpionier
- 1933 - Jules Persyn (55), Belgisch schrijver
- 1943 - Charlotte Salomon (26), Duits schilderes
- 1946 - Knut Stenborg (56), Zweeds atleet
- 1950 - Jan Oudegeest (80), Nederlands politicus
- 1952 - Mieczysław Wiśniewski (59), Pools voetballer
- 1953 - Willi Worpitzky (67), Duits voetballer
- 1956 - William Kanerva (53), Fins voetballer
- 1962 - Trygve Gulbranssen (68), Noors schrijver
- 1963 - Édith Piaf (47), Frans zangeres
- 1964 - Klaas van der Geest (60), zeeman en schrijver
- 1965 - Georg Rimski-Korsakov (63), Russisch musicoloog en componist
- 1966 - Vladimir Djomin (45), Sovjet voetballer en trainer
- 1967 - Charlotte Cooper (96), Brits tennisster
- 1968 - Annie Mulder van de Graaf (78), eerste Nederlandse plastisch chirurg
- 1974 - Marie Luise Kaschnitz (73), Duits schrijfster
- 1978 - Ralph Metcalfe (68), Amerikaans atleet en politicus
- 1984 - Ricardo Paras jr. (93), Filipijns politicus en rechter
- 1985 - Yul Brynner (65), Russisch-Frans acteur
- 1985 - Orson Welles (70), Amerikaans regisseur en acteur
- 1986 - Michele Pellegrino (83), Italiaans kardinaal-aartsbisschop van Turijn
- 1992 - Willem Wittkampf (68), Nederlands journalist
- 1995 - Lars Näsman (52), Fins voetballer en voetbalcoach
- 1995 - Bobby Riggs (77), Amerikaans tennisser
- 1996 - Fritz Kahlenberg (80), Nederlands fotograaf en verzetsstrijder
- 2000 - Sirimavo Bandaranaike (84), Sri Lankaans politicus, 's werelds eerste vrouwelijke premier
- 2000 - Sam Klepper (40), Nederlands crimineel
- 2004 - Christopher Reeve (52), Amerikaans acteur
- 2005 - Henk Jurriaans (64), Nederlands kunstenaar en psycholoog
- 2005 - Milton Obote (80), Oegandees president
- 2006 - Lalit Suri (59), Indiaas hotelier en politicus
- 2009 - Stephen Gately (33), Iers zanger
- 2010 - Solomon Burke (70), Amerikaans soulzanger
- 2010 - Raymond Kintziger (87), Belgisch atleet
- 2011 - Doris Matte (74), Amerikaans cajun-accordeonist
- 2011 - Albert Rosellini (101), Amerikaans politicus
- 2012 - Jos Huysmans (70), Belgisch wielrenner
- 2012 - Alex Karras (77), Amerikaans acteur, worstelaar en American-footballspeler
- 2012 - Leo O'Brien (41), Amerikaans acteur
- 2012 - Carla Porta Musa (110), Italiaans essayist
- 2013 - Antoon Vergote (91), Belgisch priester, filosoof, psychoanalyticus en theoloog
- 2013 - Joop Cabout (85), Nederlands waterpolospeler
- 2013 - Scott Carpenter (88), Amerikaans astronaut
- 2013 - Bob de Jong (71), Nederlands rallyrijder en programmamaker
- 2013 - Norrie Martin (74), Schots voetbaldoelman
- 2015 - Hilla Becher (81), Duits fotografe
- 2015 - Richard Heck (84), Amerikaans scheikundige
- 2015 - Steve Mackay (66), Amerikaans saxofonist
- 2016 - Leo Leroy Beranek (102), Amerikaans ingenieur, auteur en professor
- 2016 - Tamme Hanken (56), Duits chiropractor
- 2016 - Marnix Kappers (73), Nederlands acteur en presentator
- 2016 - Dulci Ouwerkerk (96), Nederlands violiste
- 2017 - Pentti Holappa (90), Fins schrijver en dichter
- 2019 - Ugo Colombo (79), Italiaans wielrenner
- 2020 - Dolf Bouma (99), Nederlands civiel ingenieur en hoogleraar
- 2021 - Abdul Qadir Khan (85), Pakistaans atoomspion
- 2021 - Roeslan Zacharov (23), Russisch langebaanschaatser
- 2022 - Felix Hess (81), Nederlands kunstenaar
- 2022 - Anita Kerr (94), Amerikaans zangeres en componiste
- 2023 - Terry Dischinger (82), Amerikaans basketballer
- 2024 - Ethel Kennedy (96), Amerikaans mensenrechtenactiviste en lid van de familie Kennedy
- 2024 - Jaap Koelewijn (68), Nederlands econoom en columnist

## Viering/herdenking

Cuba Onafhankelijksdag

Fiji Onafhankelijksdag

- (Suriname) Loweman Dei of Dag der Marrons)
- (China) Dubbel Tiendag
- (Cuba) Onafhankelijkheidsdag
- (Fiji) Onafhankelijkheidsdag
- (Noord-Korea) Stichtingsdag van de Patrij
- Werelddag voor geestelijke gezondheid (uitgeroepen door WHO)[17]
- Werelddag tegen de doodstraf[18]
- Wereld Daklozendag[19]
- Rooms-Katholieke kalender:
  - Heilige Franciscus Borgia († 1572)
  - Heilige Gereon van Keulen († 4e eeuw)
  - Heilige Daniel Comboni († 1881)
  - Heilige Victor van Xanten († 362)
  - Heiligen Cassius en Florentius († c. 303)
  - Heilige Paulinus van York († 644)
  - Zalige Hugo van Mâcon († 1151)
  - Heilige Hugolinus (van Marokko) († 1221)
  - Heilige Tanca van Lhuitre († 637)
  - Heilige Cerbonius van Piombino († c. 575)
  - Heilige Mallosus van Birten († c. 287)
  - Zalige Angela Truszkowska († 1899)
  - Onze-Lieve-Vrouw Sterre der Zee, feest in de stad Maastricht en gedachtenis in de rest van Nederlands Limburg

## Weerextremen

### Nederland
| | Officiële records | Officiële records | Officiële records |      | Landelijke records | Landelijke records | Landelijke records                       |
| Gebeurtenis | Jaar              | Extreem           | Locatie           | Jaar | Extreem            | Locatie            |                                          |
| --- | ----------------- | ----------------- | ----------------- | ---- | ------------------ | ------------------ | ---------------------------------------- |
| Laagste etmaalgemiddelde temperatuur (°C) | 1936              | 4,7               | De Bilt           |      | 1936               | 3,5                | Maastricht                               |
| Hoogste etmaalgemiddelde temperatuur (°C) | 1979              | 18,1              | De Bilt           |      | 1921               | 19,9               | Maastricht                               |
| Laagste minimumtemperatuur (°C) | 1925              | −1,5              | De Bilt           |      | 1936               | −2,0               | Maastricht                               |
| Hoogste minimumtemperatuur (°C) | 2011              | 16,3              | De Bilt           |      | 2011               | 16,3               | De Bilt, Hoek van Holland, Valkenburg ZH |
| Laagste maximumtemperatuur (°C) | 1939              | 8,1               | De Bilt           |      | 1939               | 6,4                | De Kooy                                  |
| Hoogste maximumtemperatuur (°C) | 1921              | 25,8              | De Bilt           |      | 1921               | 28,7               | Maastricht                               |
| Hoogste uurgemiddelde windsnelheid (m/s) | 1935              | 17,0              | De Bilt           |      | 1926 1981          | 23,7               | De Kooy Cadzand, Hoek van Holland        |
| Hoogste windstoot (m/s) | 1987              | 20,1              | De Bilt           |      | 2013               | 30,0               | Schaar                                   |
| Langste zonneschijnduur (uur) | 1992              | 10,4              | De Bilt           |      | 1992               | 10,4               | De Bilt, Wilhelminadorp                  |
| Langste neerslagduur (uur) | 1973              | 10,9              | De Bilt           |      | 1973               | 14,7               | De Kooy                                  |
| Hoogste etmaalsom van de neerslag (mm) | 1941              | 29,7              | De Bilt           |      | 1997               | 34,4               | Soesterberg                              |
| Laagste etmaalgemiddelde relatieve vochtigheid (%) | 1959              | 58                | De Bilt           |      | 1921               | 52                 | Maastricht                               |
| Laagste uurwaarde luchtdruk op zeeniveau (hPa) | 1964              | 975,9             | De Bilt           |      | 1964               | 972,8              | Maastricht                               |
| Hoogste uurwaarde luchtdruk op zeeniveau (hPa) | 1911              | 1035,1            | De Bilt           |      | 1911               | 1035,2             | De Kooy                                  |
| Officiële records worden altijd gemeten op het KNMI-weerstation in De Bilt. Landelijke records kunnen worden gemeten op elk officieel KNMI-weerstation in Nederland. |                   |                   |                   |      |                    |                    |                                          |

Uitzonderlijke gebeurtenissen
- 1921 - Landelijk maandrecord hoogste maximumtemperatuur in °C van oktober gemeten in Maastricht: 28,7
- 1921 - Laatste officiële zomerse dag van het jaar (maximumtemperatuur ≥ 25 °C in De Bilt)
- 1961 - Laatste officiële warme dag van het jaar (maximumtemperatuur ≥ 20 °C in De Bilt)
- 1973 - Laatste officiële zachte dag van het jaar (maximumtemperatuur ≥ 15 °C in De Bilt)
- 1979 - Laatste officiële warme dag van het jaar (maximumtemperatuur ≥ 20 °C in De Bilt)
- 1987 - Laatste officiële warme dag van het jaar (maximumtemperatuur ≥ 20 °C in De Bilt)
- 1991 - Laatste officiële warme dag van het jaar (maximumtemperatuur ≥ 20 °C in De Bilt)
- 2011 - Officieel maandrecord hoogste minimumtemperatuur in °C van oktober gemeten in De Bilt: 16,3

### België
Dagrecords
- 1936 - Laagste etmaalgemiddelde temperatuur 4,4 °C
- 1921 - Hoogste etmaalgemiddelde temperatuur 20 °C
- 1936 - Laagste minimumtemperatuur −0,5 °C
- 1921 - Hoogste maximumtemperatuur 26,7 °C
- 1923 - Hoogste etmaalsom van de neerslag 24,7 mm

Uitzonderlijke gebeurtenissen
- 1921 - Warmste oktober-decades van de eeuw: gemiddelde temperatuur: 18,3 °C.
- 1960 - 53 mm neerslag in Oorderen (Antwerpen).
- 1964 - Lage waarde in Ukkel: 971 hPa (luchtdruk, herleid tot zeeniveau).
- 1975 - Van 10 tot 13 oktober valt er plaatselijk sneeuw in het land.
- 1979 - Maximumtemperatuur tot 26,4 °C in Virton en 26,5 °C in Genk.

<< · 1 · 2 · 3 · 4 · 5 · 6 · 7 · 8 · 9 · 10 · 11 · 12 · 13 · 14 · 15 · 16 · 17 · 18 · 19 · 20 · 21 · 22 · 23 · 24 · 25 · 26 · 27 · 28 · 29 · 30 · 31 · >>